# Gaycation/Episodenliste
Diese Episodenliste enthält alle Folgen der Dokumentar-Webserie Gaycation, sortiert nach der US-amerikanischen Erstausstrahlung. Die Episoden wurden dabei wöchentlich auf der Webseite des zum Magazin gehörenden Senders Viceland ausgestrahlt. Von 2016 bis 2017 entstanden insgesamt acht reguläre Folgen sowie zwei Spezial-Episoden, die jeweils vor beziehungsweise nach der zweiten Staffel erstmals gesendet wurden. Ein deutscher Ausstrahlungstermin steht noch nicht fest.

## Staffel 1
| Nr. (ges.) | Nr. (St.) | Deutscher Titel | Originaltitel | Erstausstrahlung USA | Deutschsprachige Erstausstrahlung (D) |
| --- | --------- | --------------- | ------------- | -------------------- | ------------------------------------- |
| 1 | 1         | -               | Japan         | 2. März 2016         | -                                     |
| In Tokio reden Page und Daniel mit Yo Chan, Besitzer der ältesten und zugleich kleinsten Schwulenbar Yo Chan Chi der Stadt, der ihnen erklärt, wie sich das Viertel in einen wichtigen Treffpunkt für LGBT-Personen entwickelte. Anschließend führen sie ein Gespräch mit Takuya, der die Schwulenbar Cholesterol betreibt und seit seinem Bekanntwerden durch ein virales Video, in dem er Oralverkehr praktiziert, ein eigenes Sexspielzeug verkauft. Nachdem Page in der Lesbenbar Goldfinger der Betreiberin Chiga Ogawa Fragen über die nicht immer einfache Situation queerer Frauen in Japan stellt, begeben er und Daniel sich zu dem „versteckten“ Onna No Ko Cafe, einem sicheren Ort für trans Frauen, in der auch cisgender Männer Frauenkleidung, Perücken sowie Schminke tragen können. Am Folgetag sehen sie sich in einem Comicladen Yaoi-Manga an, während die Autorin Yuki Keiser sie über die Situation von LGBT-Personen im Land aufklärt. Nach einer Begegnung mit Hata und Renge, heterosexuellen, weiblichen Yaoi-Fans, die als fujoshi, also verdorbene Frauen, bezeichnet werden und mit ihnen ein sexuell anzügliches Yaoi-Hörbuch in einer Karaoke-Bar anhören, reden die Moderatoren mit dem Paar Kazuyuki Minami und Masafumi Yoshida, die als Anwälte LGBT-Personen in Diskriminierungsklagen vertreten und sich für die gesellschaftliche Anerkennung ihrer Klienten einsetzen. In Kyoto besuchen Page und Daniel ein Hotel für homosexuelle Paare sowie einen mit diesem kooperierenden Zen-Tempel, in denen rechtlich nicht anerkannte gleichgeschlechtliche Hochzeiten durchgeführt werden, sie werden vom Priester Takafumi Kawakami schließlich als Freunde „getraut“. Anschließend reden Page und Daniel mit einem homosexuellen Geschäftsmann, der anonym bleiben will und mit einer Frau verheiratet ist, damit seine Sexualität nicht öffentlich wird. Im Gespräch mit Kanako Otsuji, der ersten offen lesbischen Politikern des Landes, erläutert diese Page, dass Homophobie in Japan bereits seit den 1950er Jahren präsent und in der Bevölkerung verinnerlicht sei, dafür aber nicht öffentlich ausgetragen werde. Am Ende der Folge wohnen Page und Daniel nach dem Besuch einer Firma, die Familienmitglieder und Freunde „vermietet“, dem privaten Coming-out eines jungen Mannes bei, der sich für sein Vorhaben beim Unternehmen zur Unterstützung einen Freund „bestellt“ hat und nach einigem Zögern von seiner Mutter akzeptiert wird. |           |                 |               |                      |                                       |
| 2 | 2         | -               | Brazil        | 9. März 2016         | -                                     |
| An Mardi Gras treffen Page und Daniel am Strand von Rio de Janeiro Homosexuelle, die berichten, dass es trotz genereller Akzeptanz im Land oft Angriffe auf die Gemeinschaft gebe, da Homophobie ein im Kindesalter erlernter Bestandteil der Gesellschaft sei. Auf der Sambódromo lernen Page und Daniel beim Karneval den Choreograf Fabio Costa kennen, der Page Kostüme anprobieren lässt, anschließend trifft Page sich mit seiner Freundin Ana Rezende, eine der Sängerinnen von Cansei de Ser Sexy. Diese behauptet, dass ein offener Umgang mit der eigenen Homosexualität mehrheitlich nicht akzeptiert werde, sei aber aufgrund LGBT-freundlicher Gesetzesänderungen trotz des Erstarkens der religiösen Rechten für die Zukunft optimistisch. Am Folgetag treffen Page und Daniel auf Jean Wyllys, den ersten offen homosexuellen Politiker des Landes, der ihnen die Statistiken bezüglich homo- und transphober Verbrechen (300 Mordfälle im Jahr 2015, Häufung von Corrective rapes) in Brasilien erläutert. Anschließend geht Page in eine Lesbenbar der Stadt, während er sich mit einigen Besucherinnen über die Herausforderungen des Alltags für queere Personen unterhält, besucht Daniel trans Frauen, die ihr Geld mit Sexarbeit verdienen, unter anderem Priscilla, die sich bereits seit ihrem 13. Lebensjahr prostituiert, um so ihre geschlechtsangleichende Maßnahme zu finanzieren. Sie leben im Haus der Aktivistin Luana Muniz, die mehrere Organisationen für die Rechte trans Sexarbeiter gegründet hat. In São Paulo kommen Page und Daniel ins Gespräch mit Carol Marra, einer erfolgreichen Schauspielerin und Model. Sie erzählt ihnen von der Transphobie ihrer Familie und des Alltags, trotz der sie die Hoffnung nicht verliere. Danach interviewt Page den Politiker Jair Bolsonaro über seine Aussagen zu LGBT-Personen in Brasilien, dieser geht nicht wirklich auf Pages Fragen ein, sondern flirtet mit ihm. Kurz darauf führt Page ein Gespräch mit Gilmaria und Marco, Mutter und Partner des für seine Homosexualität getöteten Tom, das er aufgrund persönlicher Ergriffenheit nicht beenden kann. Schließlich treffen Page und Daniel einen ehemaligen Polizisten mit verdecktem Gesicht und verzerrter Stimme, der sich „El Grande“ nennt und aufgrund der Homosexualität seines Sohnes gegen Bezahlung LGBT-Personen ermordet. Als er von der Sexualität der beiden erfährt, lässt er sie mit einer Drohung und Warnung gehen. |           |                 |               |                      |                                       |
| 3 | 3         | -               | Jamaica       | 16. März 2016        | -                                     |
| Nachdem Horace Matthews in Kingston die Ablehnung seiner Religion von Homosexualität erläutert, behauptet Leighton Mullins, Reiseplaner für LGBT-Touristen, gegenüber Daniel und Page, dass die patriarchalische Gesellschaft und koloniale Vergangenheit Ursachen der Diskriminierung seien, die auch kein Problem für Reiche darstelle, was Einheimische bestätigen, die über homophobe Anfeindungen berichten. Danach befragen Page und Daniel Beenie Man, laut dem die LGBT-Diskriminierung im Land nicht so schlimm sei wie behauptet, auch habe er trotz seiner für Homophobie kritisierten Dancehall-Lieder kein Problem mit Homosexuellen. Danach bekräftigt Bischof Alvin Bailey, dass Homosexualität eine „anormale Wahl“ sei und zu „sündhaften“ Praktiken wie Fisting führe. Mark Golding, der Justizminister, erwähnt im Gespräch, dass er ein britisches Gesetz gegen Sodomie irgendwann abschaffen werde, zudem hoffe er auf einen sicheren Ablauf der ersten Pride Parade. Anschließend erklärt Kandasi Levermore, Leiterin einer AIDS-Organisation, Page und Daniel die allgemeine Diskriminierung von AIDS-Patienten, selbst in der Gemeinschaft, danach reden die Moderatoren mit einem jungen Mann, der dank der Organisation behandelt wird. In einer Zeltstadt kommen die beiden ins Gespräch mit den Bewohnern. Die trans Frau Trina Bo$$ Bitch erzählt, dass sie in ihrer Heimatstadt angeschossen, geschlagen und mit Säure angegriffen wurde, weswegen sie sie verlassen musste. Yvonne McCalla Sobers, eine Menschenrechtsaktivistin, bietet den Betroffenen Weiterbildungen und Arbeitsstellen an. Die nächste Gesprächspartnerin ist Angeline Jackson, eine durch Barack Obama geehrte LGBT-Aktivistin, die zu ihrer Tätigkeit fand, nachdem sie bei einem inszenierten Treffen Opfer einer Vergewaltigung wurde und die Polizei ihr riet, ihren homosexuellen „Lebensstil“ aufzugeben. Sie glaubt, dass es im Land bald Anti-Diskriminierungs-Gesetze und die gleichgeschlechtliche Ehe geben wird. Danach erhalten Page und Daniel eine Nachricht von Trina, einige der Obdachlosen wurden teils mit körperlicher Gewalt aus ihren Zelten vertrieben und haben nun gar keine Unterkunft. Zuletzt treffen sich die Moderatoren mit Simone Harris, Co-Organisatorin der Pride Parade, die nach langer Zeit in den USA nach Jamaika zurückkehrte, wo sie sich seitdem für Akzeptanz einsetzt. Am Folgetag findet die Parade statt, auf der die Teilnehmer glücklich und ungestört feiern. |           |                 |               |                      |                                       |
| 4 | 4         | -               | United States | 23. März 2016        | -                                     |
| Nach einem Treffen und Powwow der Moderatoren mit den Two-Spirits Steven, Gayle und Rocky in Saskatchewan wird auf der New York Pride die Einführung der gleichgeschlechtlichen Ehe im gesamten Land gefeiert, Page erhält Lob für sein Outing im Vorjahr. Danach erläutert der Datenanalyst Seth Stephens-Davidowitz, dass es vor allem im Bible Belt zu religiös motivierter LGBT-Diskriminierung komme, weswegen sich die Moderatoren nach Des Moines begeben, wo Page Ted Cruz über das Thema befragt, anschließend bezeichnet die christliche Familienband The Bontragers Homosexuelle als pädo- und zoophile Sünder. Die nächsten Gesprächspartnerinnen Sumitra und Donna Red Wing erzählen von Protesten in den 1990er Jahren gegen eine LGBT-feindliche Verfassungsänderung sowie ihrer Freundin Francine, die ihre Partnerin Shelly vor deren Tod nicht im Krankenhaus sehen durfte. In San Francisco schildert Syd Blackovich, wie sie zur „Fetisch-Wrestling-Kunst“ fand. Die trans Aktivistin Miss Major erklärt, dass es immer noch häufig Übergriffe auf trans Frauen gebe, nicht-weiße hätten zudem eine sehr niedrige Lebenserwartung. In der St. James Infirmary, einer Sozialklinik und Anlaufstelle vor allem für trans Prostituierte, stellt Star Amerasu eine Datenbank gewalttätiger Freier zusammen und erklärt die Hintergründe transphober Diskriminierungen im Arbeitsrecht sowie Gewalttaten in der Stadt. Die nächsten Interviewpartner sind Linda und Erika, Mutter und Schwester der 2015 ermordeten Aktivistin Taja Dejesus, deren Fall wegen ihrer trans Identität und sozialen Status kaum Aufmerksamkeit bekommen hätte. Im Ann and Robert H Lurie Children’s Hospital in Chicago werden besonders trans und nicht-binäre Kinder und Jugendliche bereits ab drei Jahren betreut, unter anderem die Jugendlichen Heather und Neil, die sich geschlechtsangleichenden Maßnahmen unterziehen, wobei Heather im Gegensatz zu Neil familiäre Unterstützung erhält. Wieder in New York wollen die Moderatoren vom Künstler Cakes Da Killa mehr über die Ursprünge der Ballroom-Szene rausfinden, in der meist nicht-weiße LGBT-Personen als Bewohner sogenannter Houses bei Balls genannten Wettbewerben gegeneinander antreten. In ihrem Wohnort Los Angeles begegnen Page und Daniel LGBT-Personen, die aufgrund familiärer Homo- und Transphobie obdachlos wurden. Rocco Kaiyatos und Amos Mac, Gründer des Magazins Original Plumbing, das sich an trans Männer richtet, erläutern die widersprüchliche Situation (gesellschaftliche Akzeptanz trotz niedriger Sichtbarkeit) ihrer Zielgruppe. In einem Altenheim für LGBT-Personen reden der schwule Witwer Ed, die Lesbe Andi sowie die trans Frau Rosie über ihr Leben. Anschließend treffen sich Page und Daniel mit Pages lesbischer Managerin Kelly Bush Novak, mit der sie Pages Motive für und Folgen seines öffentlichen Outings auf einer Konferenz der Human Rights Campaign besprechen. Am Ende der Folge erläutert Page, während er mit seiner Lebensgefährtin Samantha Thomas und Daniel surfen geht, aus dem Off, dass er im Bezug auf verbesserte LGBT-Rechte im Land aufgrund progressiver Denkweisen junger Personen zuversichtlich sei. |           |                 |               |                      |                                       |

## Erste Spezialfolge
| Nr. | Deutscher Titel | Originaltitel               | Erstveröffentlichung USA | Deutschsprachige Erstveröffentlichung (D) |
| --- | --------------- | --------------------------- | ------------------------ | ----------------------------------------- |
| 1 | -               | Gaycation Presents: Orlando | 24. Aug. 2016            | -                                         |
| Nachdem sie am Tatort den Toten des Anschlags gedenken, besuchen Page und Daniel im Krankenhaus Angel Santiago, der unter PTBS leidet und nach dem Angriff keine Scham mehr für seine Sexualität empfände. Danach treffen sich die beiden mit Eddie Meltzer, den sie auf das von ihm organisierte Begräbnis des Paares Juan Guerrer und Drew Leinonen begleiten. Anschließend reden sie mit Demi Cachee und Sexia Lopez, erstere fühlt sich, da sie nur zufällig nicht im Club war, schuldig. Sie erklärt unter Tränen, dass damals die Latin night stattfand, weswegen die meisten Opfer Hispanics waren, die laut Lopez nun keinen sicheren Ort mehr hätten. Dies wird von Nancy Rosado bestätigt, die sich für die hispanische LGBT-Gemeinschaft in Orlando einsetzt. Sie gründete die Organisation Somos Orlando, die lateinamerikanische Spezialisten für geistige Gesundheit einsetzt, um sich um die Trauernden zu kümmern. Im Vorort Davenport wohnen Page und Daniel einer Mahnwache für Amanda Alevar und Mercedez Florez bei, Alevars Mutter bedankt sich für die von Fremden erhaltene Liebe und Unterstützung, während Florez‘ Vater dem Täter öffentlich vergibt. Anschließend treffen die Moderatoren Mario und seinen Mitbewohner Fahd. Während sich Mario über seinen schwer verletzten Lebensgefährten äußert, bringt Fahd, der wegen seiner Homosexualität Pakistan verließ, seine Frustration und Angst zum Ausdruck, da sich aufgrund des Fokus auf den Glauben des Täters die Ressentiments gegen ihn und andere friedliche Moslems verschärfen würden. Page und Ellen begegnen danach der offen lesbische Stadtvertreterin Patty Sheehan an einem Denkmal für die Toten. Sie möchte die täglichen Diskriminierungen und den Hass gegen die LGBT-Gemeinschaft, unter anderem durch homo- und transphobe Politiker, die nach dem Angriff ihr Mitgefühl für die Toten bekundeten, dem ganzen Land aufzeigen. Nach dem Besuch einer LGBT-freundlichen Kirche gehen Page und Daniel zu dem sonntäglichen Sunday Funday, einem Brunch für LGBT-Personen, anschließend im P House, dem ältesten Schwulenclub der Stadt, mit anderen tanzen. Schließlich treffen sie erneut auf Meltzer, der die Hochzeit seiner besten Freunde besucht, die das Brautpaar eigentlich verschieben wollte, sich aber schließlich dagegen entschied, da die Gemeinschaft ein wenig Glück brauche. Nach seiner Aussage, wonach gute Menschen überwiegten, macht sich Meltzer auf den Weg zur Trauung. |                 |                             |                          |                                           |

## Staffel 2
| Nr. (ges.) | Nr. (St.) | Deutscher Titel | Originaltitel | Erstausstrahlung USA | Deutschsprachige Erstausstrahlung (D) |
| --- | --------- | --------------- | ------------- | -------------------- | ------------------------------------- |
| 5 | 1         | -               | Ukraine       | 7. Sep. 2016         | -                                     |
| In Kiew treffen Page und Daniel auf den Drag-Künstler Vladislav Shast, nachdem er Daniel als Dragqueen herrichtet, unterhalten sich die Moderatoren während Shasts Auftritt im Pomada Club unter anderem mit Maxim Eristavi, einen der wenigen offen homosexuellen Journalisten Kiews. Er wurde wie der Club auch von Neonazis angegriffen, zu deren Treffen Page und Daniel anschließend gehen. Nikolay Dulsky, der Gruppenleiter, behauptet, dass sie junge Menschen im ganzen Land inspirierten und stetig wuchsen. Rechtsextreme griffen zwei Wochen zuvor ein von Olena Schewtschenko, Gründerin der LGBT-Hilfsorganisation Insight, initiiertes LGBT-Festival an, wodurch die schwierige Lage der ukrainischen LGBT-Gemeinschaft weltweit bekannt wurde. Laut Shevchenko fänden weibliche Stimmen aufgrund der patriarchalischen Denkweisen schwer Gehör, zudem solle die LGBT-Gemeinschaft versuchen, ihre Lage trotz der Risiken zu verbessern. Danach begegnen Page und Daniel Yuri Yoursky, dessen Aufklärung über Homosexualität aufgrund weitverbreiteter Angst und falschem Wissen wie der Ansicht, dass Kinder „bekehrt“ werden sollen, oft scheitert. Anschließend treffen die Moderatoren Ruslan Kukharchuk, der eine Kampagne mit dem Ziel führt, in der Ukraine ein Gesetz gegen „homosexuelle Propaganda“ einzuführen. Nachdem Page und Daniel der nicht anerkannten Hochzeit von Tymur und Zoryan beiwohnen, begibt sich Daniel in die Untergrund-Kunstszene der Stadt, wo er auf den Modedesigner und Performancekünstler Misha Koptev trifft, der seine Heimat verlassen musste und wegen seiner offen negativen Meinung über Russland um sein Leben fürchtet. Nachdem sie an einem geheimen Ort für LGBT-Personen auf das Paar Marina und Marina treffen, die aufgrund homophober Gewalt in ihrem Umfeld nach Kiew ziehen mussten, kommen Daniel und Page ins Gespräch mit dem trans Mann Fritz Von Klein, der seiner Familie nicht nach Lettland folgen kann, da er ohne Sterilisation nicht ausreisen darf. Page und Daniel begeben sich mit Shast nach Bobrynez, wo er sie herumführt und knapp einem ehemaligen Mitschüler ausweicht, dessen Schikanen ihn stärker gemacht hätten. Wieder in Kiew besuchen Page und Daniel im LGBT-Zentrum der Stadt einen Selbstverteidigungskurs zur Vorbereitung auf die Pride Parade. Am Ende der Folge gehen Page und Daniel auf diese, trotz Drohungen im Vorfeld gibt es auf der Veranstaltung keine größeren Zwischenfälle. |           |                 |               |                      |                                       |
| 6 | 2         | -               | India         | 14. Sep. 2016        | -                                     |
| Nachdem der Schriftsteller Parmesh Shahani den Moderatoren in Mumbai erklärt, dass die Ursache der Illegalität von Homosexualität koloniale Werte und Denkweisen seien, redet Daniel bei einer LGBT-Tanznacht mit schwulen Männern, während Page keine Frauen findet. Am nächsten Tag besuchen sie Padma Iyer, die für ihren Sohn Harish per Annoncen einen Mann für eine arrangierte Ehe sucht. Der nächste Gesprächspartner ist der bekannte LGBT-Aktivist Ashok Row Kavi. Laut ihm seien die verschiedenen Diskriminierung-Arten (öffentlich bei Männern, privat bei Frauen) sowie Misogynie für die Spaltung in der LGBT-Gemeinschaft verantwortlich. Page und Daniel gehen anschließend zur wohltätigen Organisation Gay-C für queere Frauen. Während eine behauptet, es in Indien leichter als Heterosexuelle zu haben, sei laut einer anderen die Sexualität aller Frauen im Land unsichtbar. Danach redet eine weitere Frau anonym über die Hochzeit ihrer langjährigen Partnerin mit einem Mann, durch die sie befreit würden. Anschließend kommen die Moderatoren ins Gespräch mit einem lesbischen Paar, die ihr Dorf verlassen mussten und deren Finanzen sowie Papiere bei den Familien blieben. Page und Daniel reisen nach Haridwar, wo der Guru Ramdev behauptet, durch Yoga und spirituelle Praktiken Homosexualität „heilen“ zu können und nichts gegen Schwule zu haben, allerdings sei Homosexualität ein „emotionales Problem“ sowie ein „anormaler und unzivilisierter Lebensstil“ und sollte nicht ausgeübt werden. Page und Daniel treffen wieder in Mumbai auf die beliebte Pop-Formation Six Pack Band, die der Gemeinschaft der nicht-binären Hijra angehören. Trotz gesellschaftlicher Akzeptanz und rechtlichem Schutz müssten viele wegen hoher Arbeitslosigkeit und fehlender familiärer Unterstützung betteln gehen. Schließlich treffen Page und Daniel in Neu-Delhi das Paar Jat und Lakshmi. Jat, ein trans, aufstrebender Bollywood-Tänzer, wurde durch seine Eltern im Krankenhaus unter Medikamente gesetzt und zwei Wochen lang festgehalten. Lakshmis Eltern hielten sie aufgrund ihrer Beziehung zu Jat für lesbisch und sperrten sie ein, worauf beide nach Neu-Delhi flüchteten. Mit einem Vorwand brachten Lakshmis Eltern sie an einen Ort, um ihre angebliche Homosexualität „weg zu beten“, was sie ablehnte und deswegen von ihrem Vater eine Morddrohung erhielt. Lakshmi und Jat raten LGBT-Personen, sich nicht für ihre Identität zu schämen. |           |                 |               |                      |                                       |
| 7 | 3         | -               | France        | 21. Sep. 2016        | -                                     |
| Im Schwulenviertel Marais in Paris behaupten mehrere Männer gegenüber Daniel, dass es in Frankreich keine Probleme mit Homophobie gäbe. Am Folgetag trifft er bei der Pride Parade den libanesisch-stämmigen Aktivisten Edwin Nasr, Organisator politischer Prides de nuit unter anderem gegen LGBT-Feindlichkeit und Rassismus. Nachdem ihm die Historikerin Sylvanie de Lutèce das Revue Bal Tabarin zeigt, begegnet Daniel der trans Frau und Revue-Star Bambi, die schildert, wie sie am Anfang ihrer Karriere trotz polizeilicher Schikanen gemeinsam mit anderen gegen typische Rollenmuster kämpfte. Auf der Prude Pright, einer nächtlichen, queer-feministischen Party, erläutert die Organisatorin Flozif, dass sich die Situation queerer Frauen im Land verbessere, was die afro-französische DJ Marcus anders sieht. Danach präsentiert die Aktionskünstlerin Émilie Jouvet ihr aktuelles Video-Projekt gegen das Verbot künstlicher Befruchtungen für lesbische Paare und alleinstehende Frauen. Daraufhin geht Daniel zu einem Schwimmkurs der von Giovanna Rancin geleiteten Organisation ACCEPTESS-T, zwei Teilnehmer schildern ihre Erfahrungen als trans Männer in Frankreich. Nachdem Nasr die Gründe für die Unterrepräsentierung nicht-weißer LGBT-Personen im Land erläutert, wird Daniels Sexualität den Teilnehmern eines Kurses der Hilfsorganisation La Mission Locale de la Jeune Loire et ses Rivière im Banlieue durch den Leiter Abdelkader Raïlane mitgeteilt, damit sie durch eine direkte Begegnung ihre Ignoranz gegenüber einer Minderheit überdenken könnten. Der nächste Gesprächspartner ist der homosexuelle Imam Nasser Eddine, der eher Probleme mit Islamo- statt Homophobie habe, zudem wolle er die Gemeinschaft dazu bringen, mehr über Themen wie Racial Profiling oder Flüchtlinge zu reden. In Beaucaire trifft Daniel auf den jungen Bürgermeister und Front National-Politiker Julien Sanchez. Er erklärt die Beliebtheit der Partei unter LGBT-Personen damit, dass sie dem Lebenspartnerschaftsgesetz trotz ihrer konservativen Einstellung zugestimmt habe, zudem hätten viele homosexuelle Franzosen gerne das Recht, ihre Sexualität nicht ständig betonen zu müssen. Dennoch sei die Partei gegen andere LGBT-Forderungen, da nur die französische National-Gemeinschaft wichtig sei. Am Ende der Folge spricht Rincon auf einer Pride de nuit über gesellschaftliche Transphobie, woraufhin die Teilnehmer, unter anderem Nasr, gemeinsam weiter protestieren. |           |                 |               |                      |                                       |
| 8 | 4         | -               | Deep South    | 28. Sep. 2016        | -                                     |
| In Austin erklärt der religiös-konservative, offen homosexuelle Gründer des größten texanischen Online-Waffenhändlers Central Texas Gun Works Michael Cargill seine Situation als schwuler Republikaner in der liberalen Stadt und das Verhältnis zu seinem demokratischen Lebenspartner. Danach erläutert Wendy Davis, eine ehemalige demokratische Abgeordnete im Repräsentantenhaus, die Gründe der Beliebtheit LGBT-feindlicher Politiker sowie eines drohenden Gesundheitsnotstands aufgrund der Streichung der örtlichen Mittel von Planned Parenthood für HIV-Schnelltests. Nachdem Daniel bei der Jugendorganisation Out Youth mit den trans, pansexuellen Ezra und Joseph über die Ansichten ihrer Altersgruppe zu LGBT-Thematiken redet, begegnet er in New Orleans dem Sissy-Bounce-Tänzer (einer Art queerem Hip-Hop) Daniel Ro Tyler, im Club The Vibe erklärt die Eigentümerin Daphne Hargett die Wichtigkeit des Orts für die LGBT-Gemeinschaft der Stadt. In Shreveport trifft Daniel im Philadelphia Center für AIDS-Patienten eine Selbsthilfegruppe für Betroffene, danach das Paar Chanse und Joshua. Chanse ist ebenfalls Patient, hat allerdings aufgrund der Medikamente eine sehr niedrige Viruslast, Joshua nimmt zur Prävention PrEP. Letzterer und Daniel machen im Philadelphia Center mit dem Gesundheits-Koordinator Michael Freeman negativ ausfallende HIV-Tests. Nach einer kurzen Begegnung mit Justin Samson und Freda Mincey, die in Alabama für die Sichtbarkeit der Konföderierten-Flagge werben, spielt Daniel unter der Regie von Layne Taylor, dem künstlichen Leiter des örtlichen Theaters in Natchez, eine Southern Belle, bevor Taylor die LGBT-Situation des Staates erläutert. In einer lesbischen Gemeinschaft im Wald spricht Daniel mit den älteren Bewohnerinnen über ihre Lebensgeschichten. In Atlanta kommt Daniel ins Gespräch mit Dream Gomez, Gründerin des lesbischen Motorrad-Clubs Fat Bottom Girls. Im Lederclub The Eagle legt der Co-Gründer Sir Ray Daniel ein Geschirr an, anschließend trifft er auf der monatlichen BDSM-Party Unchained die Domina Lilith Le Fay. Am nächsten Tag begegnet Daniel einem anonym bleibenden schwulen Paar, die trotz deren Homophobie regelmäßig eine Kirche aufsuchen. Danach trifft er sich mit Marquez Tolbert, der Verbrennungen dritten Grades erlitt, als ihn die Mutter seines Partners mit heißem Wasser übergoss. Er und seine Mutter Jaya reden über sein Outing, den landesweit bekannten Angriff sowie fehlende Anti-Diskriminierungsgesetze für LGBT-Personen in Georgia. Nach einem Gespräch mit Eric King, Ansprechpartner für LGBT-Personen beim Atlanta Police Department, trifft Daniel auf die trans Frau und Aktivistin Ashley Diamond, die vor vier Jahren nach einem minderschweren Vergehen in mehrere Hochsicherheits-Männergefängnisse kam, wo sie Mithäftlinge körperlich und sexuell misshandelten, zudem wurde ihr die Hormontherapie verweigert. Nach dem Bekanntwerden ihrer Erlebnisse und ihrer Klage gegen das Department of Corrections kam es zu Änderungen des Sexualstrafrechts in Georgia, auch haben nun die meisten trans Häftlinge Zugang zu Hormonen, nach ihrem Gespräch singt sie mit Daniel Karaoke zu Wrecking Ball. |           |                 |               |                      |                                       |

## Zweite Spezialfolge
| Nr. | Deutscher Titel | Originaltitel                       | Erstveröffentlichung USA | Deutschsprachige Erstveröffentlichung (D) |
| --- | --------------- | ----------------------------------- | ------------------------ | ----------------------------------------- |
| 2 | -               | Gaycation Presents: United We Stand | 30. Apr. 2017            | -                                         |
| In Washington befürchtet Aditi Hardikar, ehemalige LGBT-Ansprechpartnerin im Weißen Haus, eine Rückentwicklung der LGBT-Rechte im Land. Danach sprechen die Moderatoren bei Firas Nasr, Gründer von Werk for Peace, mit von ihm beherbergten Demonstranten über deren Beweggründe und malen gemeinsam Protestschilder. Auf einer Party für Trump-Unterstützer begegnen Page und Daniel dem schwulen Journalisten Lucian Wintrich, der sich gegen jedwede Art von Diskriminierung einsetzen wolle. Am Folgetag bespricht Michael Moore seine geplanten landesweiten, 100 Tage andauernden Proteste, anschließend reden die Moderatoren mit dem Two-Spirit Courage, laut dem etliche Missstände zu Trumps Präsidentschaft führten, seine Gegner könnten nun vereint nach Lösungen suchen. Danach besuchen die Moderatoren Casa Ruby, eine vor allem an trans und nichtbinäre Personen gerichtete Organisation, deren Gründerin Ruby Corado ihre Anfänge erläutert, einige Bewohner äußern sich über das Wahlergebnis. Page und Daniel treffen am Tag darauf in Indianapolis Katie Blair, Direktorin einer ACLU-Sparte, laut der einige von Mike Pences konservativen Handlungen schon aus seiner Gouverneur-Zeit bekannt seien, weswegen sie große Angst um die lokale LGBT-Gemeinschaft hätte. Der nächste Gesprächspartner, der Fotograf Mark Lee, der den Kampf der Gemeinschaft für Akzeptanz dokumentiert und mit anderen erfolgreich gegen die Streichung der Hilfszahlungen für AIDS-Patienten protestierte, erläutert die Wichtigkeit von Verbündeten gegen Diskriminierung. Anschließend erklärt der 14-jährige trans Dan seinen Plan, andere über LGBT-Themen aufzuklären. Danach gehen die Moderatoren zu einem freitäglichen Treffen der Jugend-Organisation IYG Indiana, bei dem einige Teilnehmer ihren geplanten Aktivismus verkünden, die junge Politikerin Dana Black redet anschließend über ihre beruflichen Ziele. In der beliebten Schwulenbar Metro unterhalten sich Page und Daniel mit Dianna Daniel, die über ihre wachsende Akzeptanz der sexuellen Orientierung ihres Sohnes berichtet. Am darauffolgenden Tag treffen die Moderatoren Dans Vater Randy, der über LGBT-Themen recherchiere, um seinen Sohn besser zu verstehen. Schließlich nehmen Page und Daniel am Women’s March teil, während Page aus dem Off erklärt, dass sich die Bevölkerung der USA trotz der Unsicherheit und Spaltung vereinigen sollte. |                 |                                     |                          |                                           |